# Museo Delta antico
Il Museo Delta Antico è un museo archeologico di Comacchio. È allestito nell'antico Ospedale degli infermi, imponente architettura neoclassica del Settecento, situata nel centro della città. 
Il Museo Delta Antico conserva una collezione di circa 2000 reperti sia di epoca protostorica, che di epoca spinetica, romana e medievale.

## Storia
Il museo  è aperto al pubblico dal 25 marzo 2017, in parte come riallestimento del Museo del carico della nave romana, inaugurato a Palazzo Bellini nel 2001, da cui eredita la collezione, in particolare il carico di una nave commerciale di epoca imperiale ritrovata nel 1981.

## Architettura

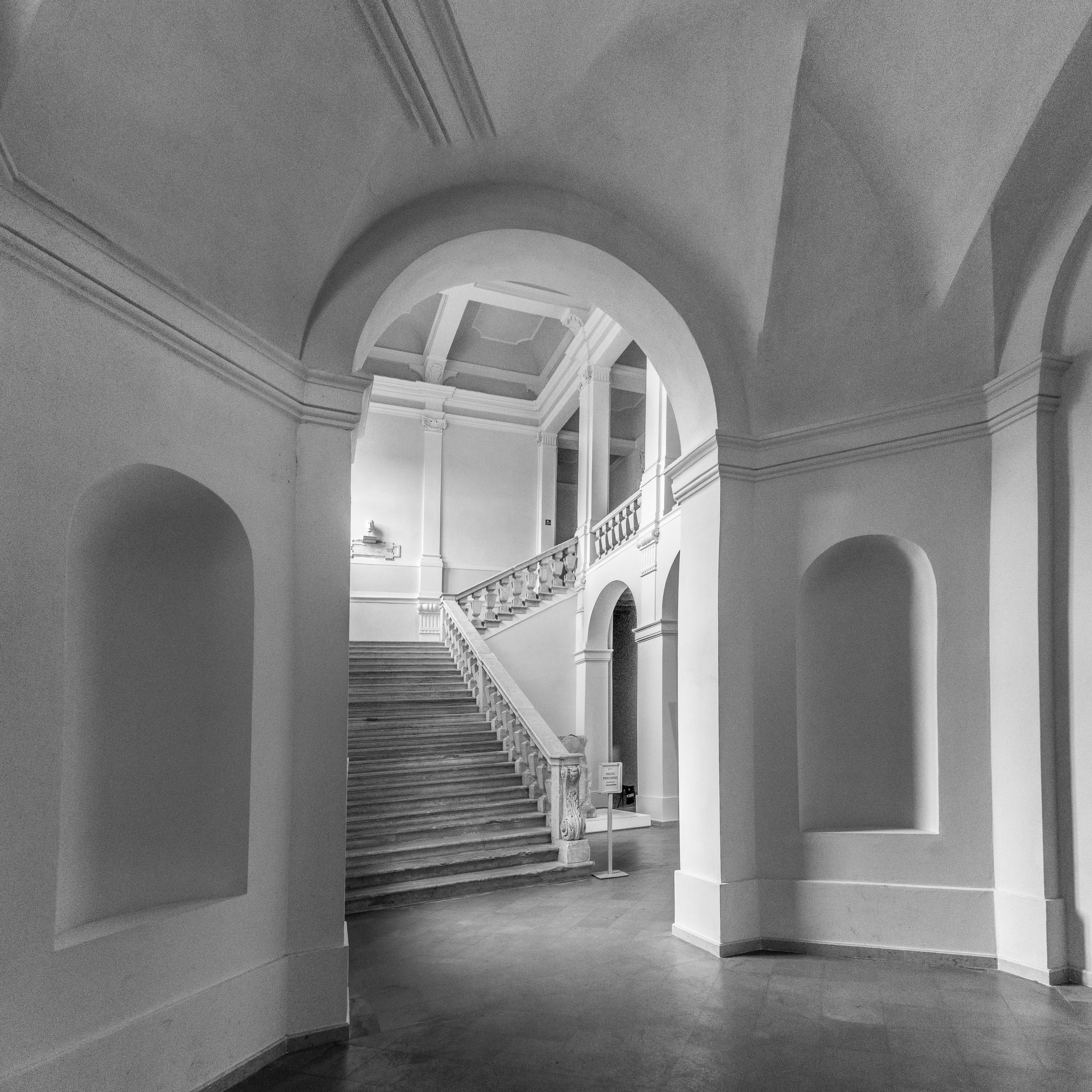
Il museo

Il Museo Delta Antico è allestito nell'Ospedale degli infermi (1778-1784), opera dell'architetto ferrarese Antonio Foschini che presenta una facciata neoclassica con un timpano sorretto da 4 grandi colonne e due campaniletti laterali. La facciata posteriore è di Gaetano Genta. L'edificio fu utilizzato come ospedale fino alla metà degli anni settanta del Novecento e rappresenta uno degli edifici più monumentali del centro storico di Comacchio. Sulla parte sinistra si trova la chiesa di San Pietro, o dell'ospedale.

## La collezione

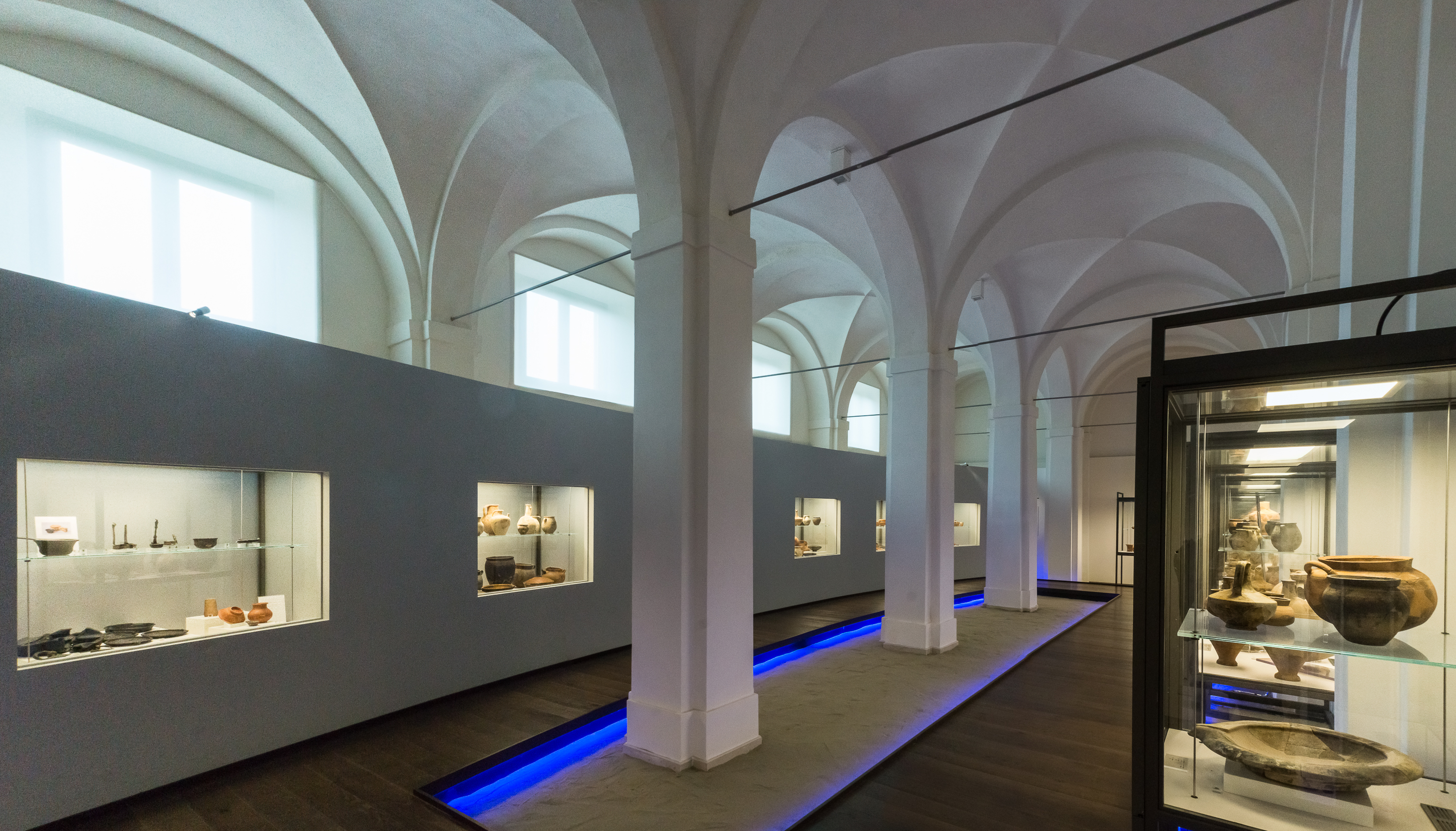
Una sala del museo

Il museo presenta diverse sezioni dedicate a reperti delle culture che vissero nella zona del delta del Po oltre ad una sezione di tema geologico-ambientale che illustra i cambiamenti del territorio nel corso dei millenni, dalla formazione della Pianura padana ai giorni nostri.

### Età del bronzo
La sezione dell'età del bronzo finale e primo ferro mostra i reperti archeologici più antichi della zona, che evidenziano insediamenti umani e reperti simili a quelli di Frattesina pochi chilometri più a nord, un villaggio protostorico di considerevoli dimensioni (oltre 20 ettari) che si estendeva lungo la riva destra del maggiore ramo padano dell'età del Bronzo: il Po di Adria.

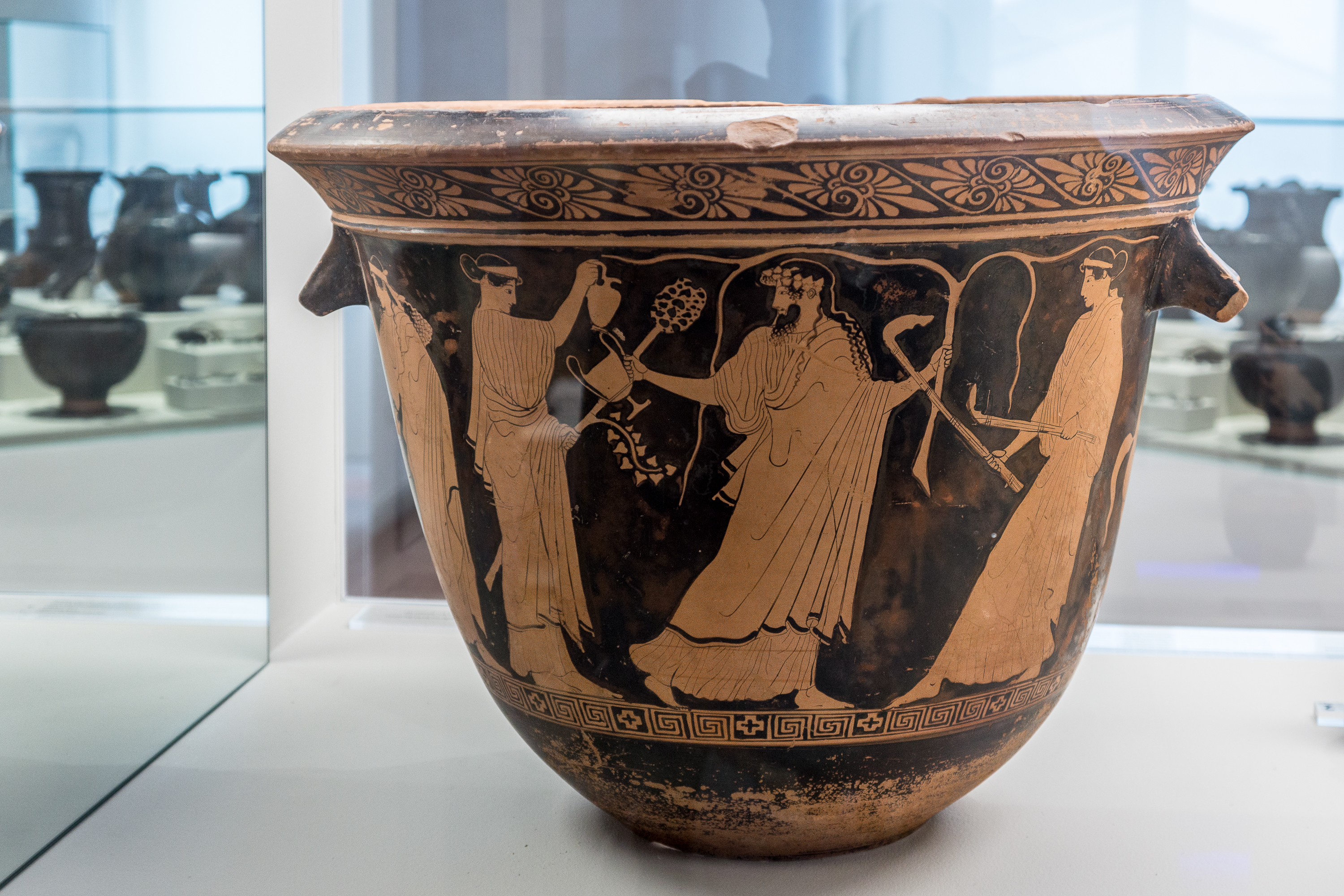
Museo Delta Antico

### Età classica

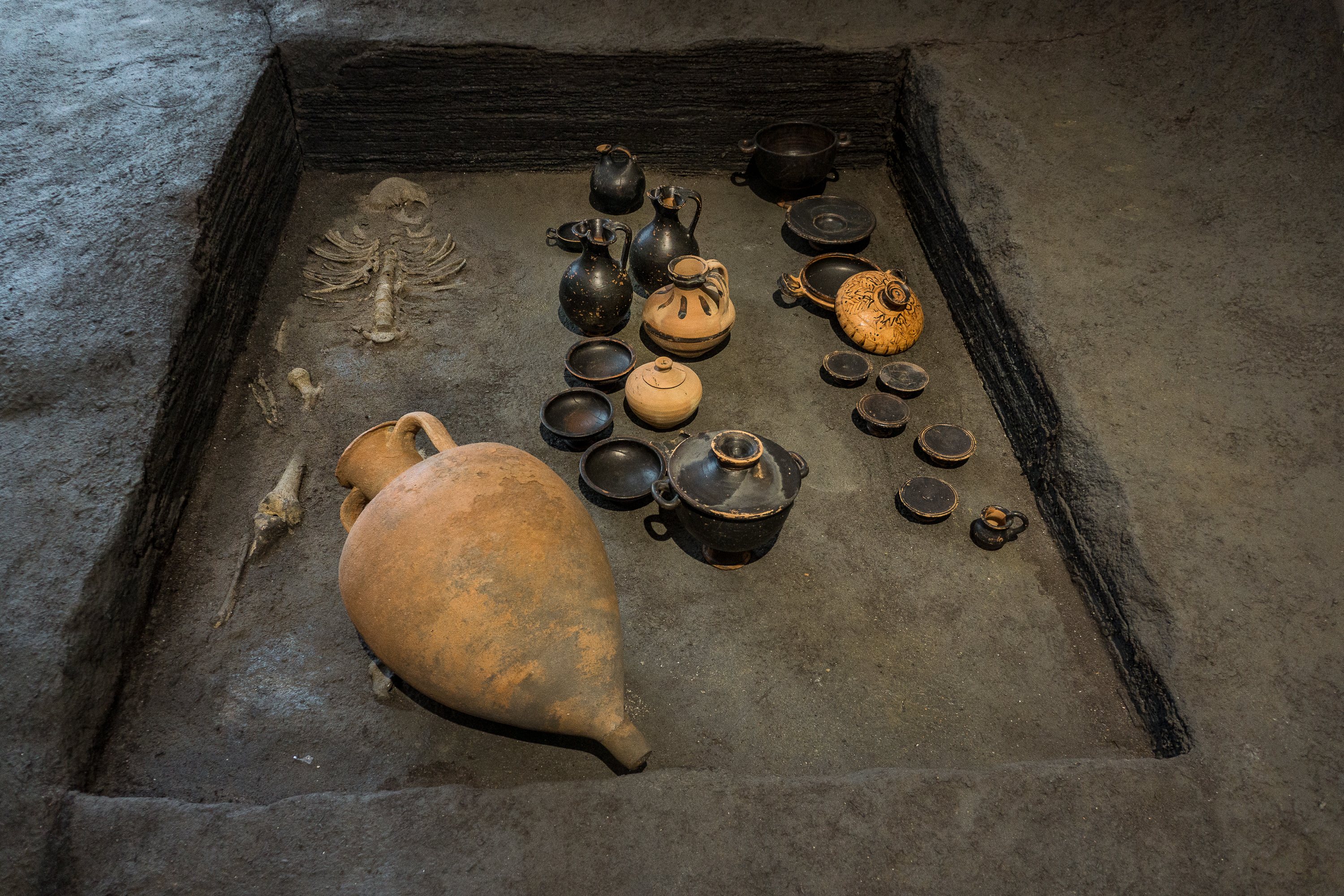
Tomba etrusca

La sezione sull'età arcaica e classica mostra i reperti degli scavi archeologici della città etrusca di Spina; nella sua necropoli sono state trovate più di 4000 tombe, alle quali vanno aggiunti gli scavi di una parte dell'abitato. La città aveva un porto che collegava il territorio di influenza etrusca e anche l'Europa centrale con il mondo greco.

### Il carico della nave romana

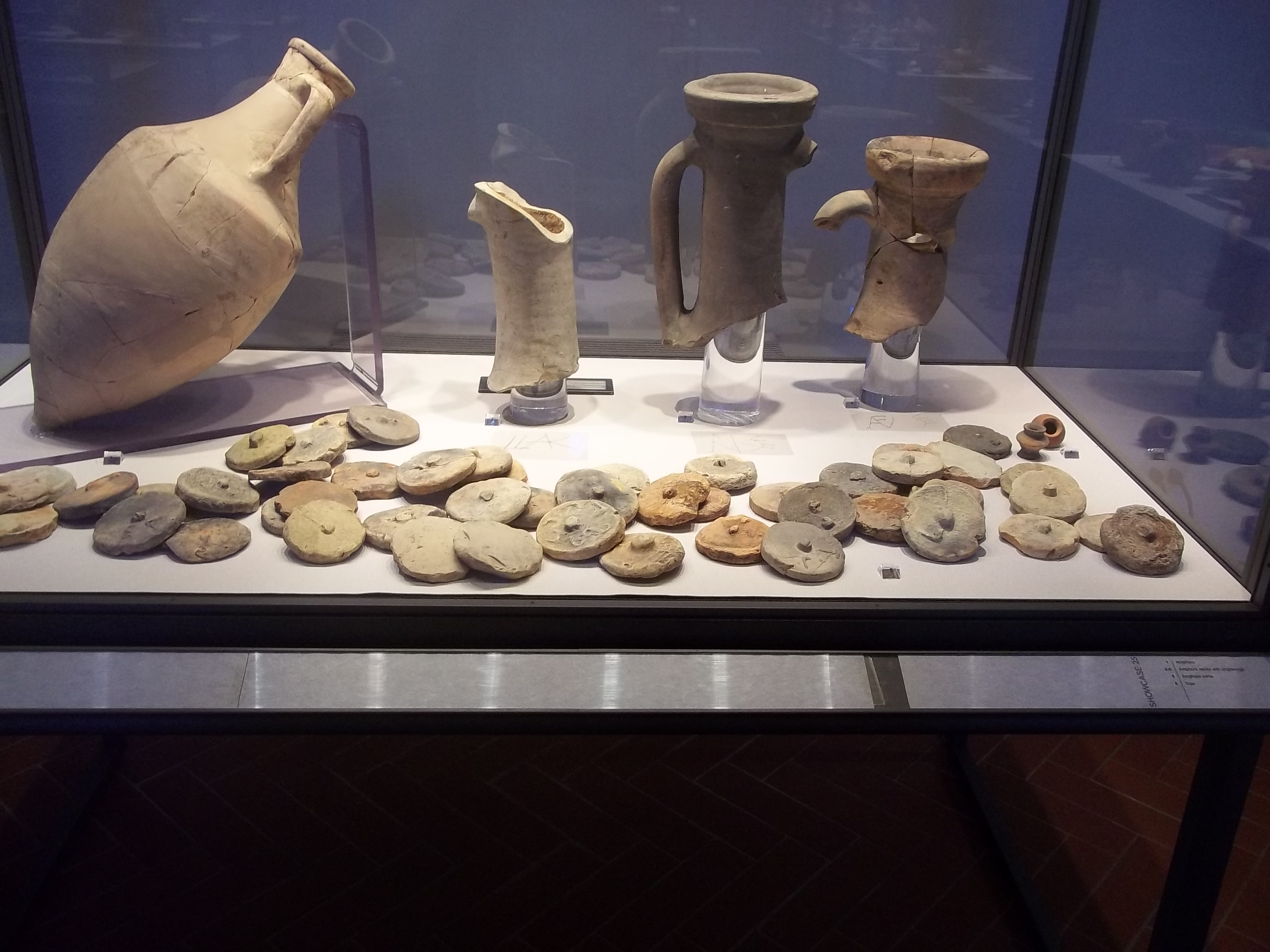
Anfore del carico della nave romana

La sezione di età romana presenta tra gli altri il carico della Fortuna Maris, una nave romana commerciale della fine del I secolo a.C., riemersa nel 1981 durante i lavori di dragaggio di un canale. 
È un'imbarcazione di notevoli dimensioni (21 x 5 m), ad albero unico e con vela quadrangolare. La tecnica di costruzione, tra le più antiche del Mediterraneo, ha le tavole dello scafo immerso cucite tra loro con corde, mentre quelle della porzione di scafo fuor d'acqua sono commesse a incastro.
La nave, in eccezionale stato di conservazione, conteneva ancora tutto il carico (ceramiche italiche,  anfore greche, tronchi di legno di bosso africano, derrate alimentari, 102 lingotti di piombo provenienti dalla Spagna, gli strumenti di governo e di manutenzione, una stadera e dei calamai, attrezzi da cucina, gli oggetti personali e di abbigliamento dell'equipaggio e dei passeggeri, strigili per la cura del corpo e dadi da gioco). Probabilmente a bordo viveva anche una tartaruga portafortuna di cui è stato rinvenuto il carapace.
Di notevole interesse in quanto costituiscono l'unico ritrovamento di questo genere, sono alcuni tempietti devozionali, realizzati con lamine di piombo ottenute a stampo, dedicati a Venere e Mercurio, divinità patrone dei marinai e dei commercianti. 
L'intero carico nonché le attrezzature e l'abbigliamento dell'equipaggio sono esposti nel museo; lo scafo della nave al 2025, dopo 44 anni dal ritrovamento, si trova ancora in fase di restauro e non è esposto al pubblico.

### Medioevo

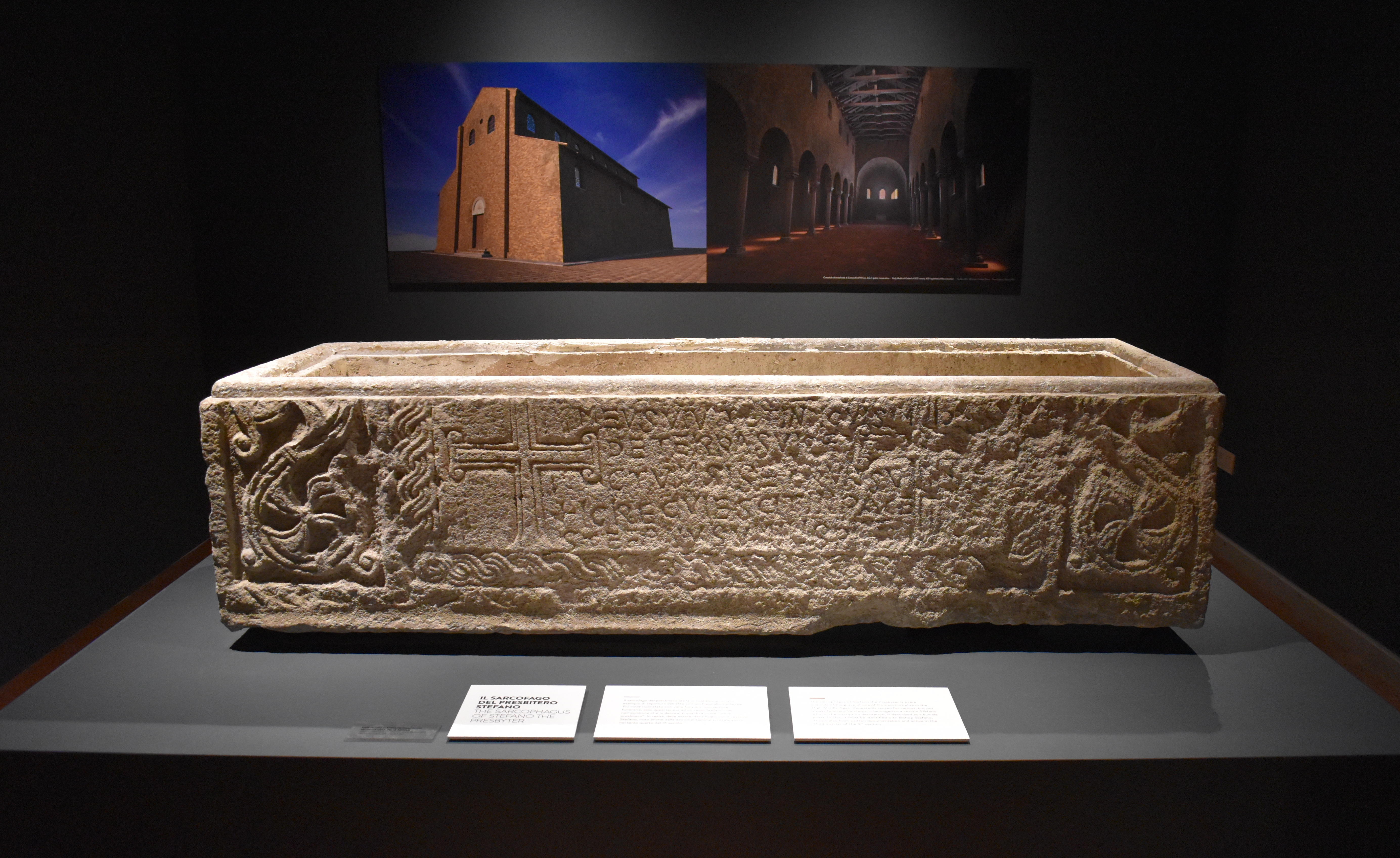
Sarcofago del presbitero Stefano, della seconda metà del IX secolo

Infine sono esposti reperti di età tardomedievale con oggetti legati al commercio del sale e alla manifattura di oggetti in vetro e metallo.

## Sezione Open Air del Museo Delta Antico
La Sezione Open Air del Museo Delta Antico, in località Stazione Pesca Foce, permette di visitare una ricostruzione dell'antico abitato etrusco di Spina.